# Marília Dutra
Marília Damásio Dutra (Criciúma, 19 de Julho de 1984), conhecida artisticamente como Marília Dutra, é uma cantora e compositora brasileira. Foi uma das finalistas do Country Star, da Rede Bandeirantes em 2007 e revelação da Garagem do Faustão, da Rede Globo em 2009. Com mais de uma década de carreira, a cantora já gravou dois álbuns com músicas inéditas, um CD edição especial e um CD comemorativo aos 10 anos de carreira, destacando-se alguns singles como: Sonhar é amar você, Você me ensinou amor (tema Country Star), Vem, Verdade do Amor, Livre pra voar, Última vez e Presente.

## Biografia
Em 2007, se inscreveu no reality show musical Country Star, quadro do programa Terra Nativa, comandado pela dupla sertaneja Guilherme & Santiago na Rede Bandeirantes. Escolhida entre mais de quatro mil inscritas, Marília passou por várias fases no concurso, conquistando a simpatia dos jurados, Rick Bonadio, Bozzo Barretti e Zilu Camargo. Na final recebeu mais de um milhão e meio de votos, mobilizando uma grande torcida em todo país. Foi premiada com uma viagem aos Estados Unidos, onde conheceu a cidade de Nashville, berço da música country.
Foi escolhida como a Melhor Cantora Country/Sertaneja do Brasil em 2008. A votação foi realizada pela Internet e por telefone pelo Site MovimentoCountry.com.
Seu primeiro álbum intitulado Você está em mim, lançado em 2009, reúne 10 canções próprias e as regravações Por te amar demais de Bruno & Marrone e Porta-Retrato de Tivas e Randal, gravada por Edson & Hudson. O álbum conta também com a canção inédita Você e Eu de Sandro Henrique e a versão ao vivo do sucesso Sonhar é amar você, gravada em 2008 durante seu show na 16ª Festa Nacional da Maçã. A mixagem aconteceu em São Paulo, no estúdio Pro Mix, por Silas de Godoy e a masterização por Walter Lima no estúdio Mosh, também na capital paulista.
Em 2010, em parceria com a Banda Grafite, regravam Mamma Maria, grande sucesso dos anos 80, tendo lançamento nacional na novela Malhação ID da Rede Globo. A música foi tema dos personagens Bernardo e Cristiana, protagonizados pelos atores Fiuk e Cristiana Peres. A repercussão da música rendeu ainda menção na vitrine do Domingão do Faustão e entrevista no programa Estúdio i da Globo News, apresentado por Maria Beltrão.
Em 2011 gravou a versão da música Everbory Knows da banda country americana Dixie Chicks, Coisas que não posso apagar (meu olhar), masterizada em Londres, no AIR Studios, um dos mais bem conceituados mundo, de propriedade de George Martin (ex-maestro e produtor dos Beatles). No mesmo ano, lançou um CD Edição Especial reunindo músicas que marcaram sua carreira, incluindo seu segundo single, Vem, que contou com a participação de Ivan Correia em seu processo de gravação, também conhecido como diretor musical da banda da dupla sertaneja Victor & Leo.
Em 2012 gravou seu segundo álbum intitulado Entre o amor e a canção, marcando uma nova fase de sua carreira. O disco foi produzido em São Paulo nos estúdios da Gravodisc e teve apoio do Governo de Santa Catarina. O mesmo é composto por 16 faixas, sendo 10 composições próprias e inéditas e participações especiais como é o caso da música feita especialmente para Marília pelo cantor e produtor americano Eric Silver. Outra releitura que promete agradar é a música Saudade, da dupla Chrystian & Ralf. O álbum traz, ainda, um super remix de Pra sempre ao meu lado, produzido por Clarence Öfwerman, produtor e músico da dupla sueca Roxette. Outra grande novidade deste novo disco, é a música inédita Close your eyes, da cantora americana Kelly Clarkson. Seu primeiro single do novo trabalho chama-se Verdade do Amor.
A cantora continua trabalhando na divulgação do seu novo álbum em shows na região Sul do Brasil. Em 2013 participou do programa Silvio Santos (SBT) no quadro Torneio Musical e recebeu o Prêmio Qualidade Brasil 2013, pela International Quality Award (I.Q.A.) em um evento realizado em São Paulo. Também iniciou um projeto com o compositor e produtor musical Reinaldo Barriga, dando uma repaginada em sua carreira e estilo musical.
Em 2014, Marília recebeu o troféu de Melhor Cantora de Santa Catarina no 2º Prêmio da Música Catarinense, organizado pela Band SC. 
Já dividiu o palco com Bruno & Marrone em (Forquilhinha, Santa Catarina) e em (Curitiba, Paraná), Victor & Leo também em (Curitiba, Paraná), Guilherme & Santiago em (Urussanga, Santa Catarina) e Chitãozinho & Xororó e Gian & Giovani em (Siderópolis, Santa Catarina).
Seu show conta com um repertório sertanejo/country e é sempre um sucesso de público em feiras, aniversários de cidade, rodeios e outras festas nacionais, com ótimas referências por onde passa.

## Ligações externa
- https://instagram.com/mariliadutraoficial
- https://www.mariliadutra.com.br
- http://www.facebook.com/MariliaDutraOficial